# Dendronephthya kukenthali
Dendronephthya kukenthali är en korallart som beskrevs av Gravier 1908. Dendronephthya kukenthali ingår i släktet Dendronephthya och familjen Nephtheidae. Inga underarter finns listade i Catalogue of Life.